# Stosunki Ukrainy z Unią Europejską
Stosunki Ukrainy z Unią Europejską – zostały nawiązane w 1994, kiedy podpisano układ o partnerstwie i współpracy. Następnie realizowano je w ramach Europejskiej Polityki Sąsiedztwa oraz Partnerstwa Wschodniego. W 2014 roku doszło do podpisania obu części umowy stowarzyszeniowej pomiędzy Ukrainą a Unią Europejską. 23 czerwca 2022 r. Rada Europejska przyznała Ukrainie status kandydata do członkostwa w Unii Europejskiej.

Ukraina i UE na mapie

## Historia

### Nawiązanie stosunków
Po rozpadzie Związku Radzieckiego na początku lat 90. Wspólnota Europejska nie miała pełnego zaufania do Ukrainy, gdyż nie chciała ona od razu oddać poradzieckiej broni atomowej i przystąpić do układu o nieproliferacji. Sytuacja zmieniła się w 1994 r., gdy Ukraina zgodziła się rozwiązać sporne kwestie. 14 czerwca 1994 podpisano układ o partnerstwie i współpracy, a kilka miesięcy później, 28 listopada Rada Unii Europejskiej przyjęła wspólne stanowisko, określające cele i priorytety współpracy.
Pierwszy szczyt UE-Ukraina miał miejsce we wrześniu 1997 w Kijowie. Prezydent Leonid Kuczma potwierdził dążenie Ukrainy do stowarzyszenia z Unią, zgodnie z umową o partnerstwie i współpracy podpisaną z Europejską Wspólnotą Węgla i Stali (EWWiS), dzięki której umożliwiony został m.in. handel wyrobami stalowymi. Innym rezultatem było zniesienie obowiązku wizowego dla posiadaczy paszportów dyplomatycznych w państwach członkowskich UE. Kuczma w Kijowie deklarował, że Ukraina przystąpi do Unii Europejskiej najpóźniej do 2011.
Układ o partnerstwie i współpracy wszedł w życie 1 marca 1998. Ustanowił on „Radę Współpracy UE-Ukraina”, która zebrała się po raz pierwszy 9 czerwca 1998 r. Głównym rezultatem spotkania było przyjęcie planu pracy na lata 1998–1999. Drugi szczyt UE-Ukraina odbył się 16 października 1998 i miał miejsce w Wiedniu. Zadeklarowano na nim strategiczne partnerstwo i zbieżność dążeń, interesów i wyznawanych wartości. Tymczasem na trzecim szczycie UE-Ukraina w lipcu 1999 rozpoczęto prace nad przystąpieniem Ukrainy do Światowej Organizacji Handlu (WTO) oraz ustanowienia strefy wolnego handlu między Ukrainą i UE.
11 grudnia 1999 r. Unia przyjęła wspólną strategię wobec Ukrainy, podkreślając, że dostrzega znaczenie powstania jej jako demokratycznego państwa i przywiązuje dużą wagę do jej proeuropejskiej orientacji. Strategia została przewidziana na 4 lata z możliwością dalszego jej przedłużenia. Określiła ona strategiczne cele, jakie UE stawia sobie wobec Ukrainy:
- wsparcie demokracji i wolnego rynku
- umacnianie bezpieczeństwa i stabilności w Europie i na świecie
- współpraca polityczna, w szczególności dotycząca zbliżania Ukrainy do Unii
- współpraca w zakresie wymiaru sprawiedliwości i spraw wewnętrznych
- współpraca gospodarcza
- współpraca kulturalna.

Do realizacji wspólnej strategii postanowiono zaprosić także państwa kandydujące wówczas do Unii (m.in. Polskę). Zadeklarowano możliwość udziału Ukrainy w misjach petersberskich i pomaganie jej w zintegrowaniu się z europejską gospodarką. Omówiono również kwestie związane z ochroną środowiska, energetyką i bezpieczeństwem jądrowym.
Na czwartym szczycie z września 2000, UE potwierdziła swoje poparcie dla reform na Ukrainie i dążenia do stowarzyszenia z UE. Wspólne oświadczenie, podpisali przewodniczący Komisji Europejskiej Romano Prodi, prezydent Francji Jacques Chirac i Leonid Kuczma. Z kolei we wrześniu 2001 r. i w lipcu 2002 r. na szczytach w Jałcie i Kopenhadze, przywódcy UE apelowali do Ukrainy o przestrzeganie zasad demokracji, o których łamanie opozycja oskarżała Leonida Kuczmę. Uzgodniono, że Unia będzie w tym celu wspomagać Ukrainę w działaniach w zakresie wymiaru sprawiedliwości i respektowania wolności. Na drugim z tych spotkań wspólnie potwierdzono, że Ukraina powinna przystosować swój system prawny i standardy do unijnych, w zamian za co UE wprowadzi ułatwienia dla swoich i ukraińskich obywateli przy przekraczaniu wspólnej granicy.
W czerwcu 2002 r. Rada Europejska na spotkaniu w Sewilli ustanowiła mechanizm konsultacji i współpracy z Ukrainą w zakresie reagowania kryzysowego, a Ukraina zaś mianowała łącznika do spraw kontaktów ze Sztabem Wojskowym UE. Wówczas rozpoczęto wspólne konsultacje i współpracę podczas misji policyjnej w Bośni i Hercegowinie (Misja Policyjna Unii Europejskiej w Bośni i Hercegowinie; EUPM).
Na siódmym szczycie UE-Ukraina w Jałcie z października 2003, w czasie kiedy Wspólnota oczekiwała na pierwsze rozszerzenie na Wschód, Bruksela nie zaoferowała członkostwa Kijowa w Unii, lecz zasugerowała usankcjonowanie statusu kraju należącego do programu Europejskiej Polityki Sąsiedztwa. Kuczma powiedział, że Ukraina chciała przyjąć plany restrukturyzacji gospodarki, dzięki której osiągnęła by status gospodarki rynkowej. Ukraiński prezydent poruszył również kwestię uproszczenia przepisów wizowych dla obywateli Ukrainy.

### Relacje porewolucyjne i Europejska Polityka Sąsiedztwa
W okresie pomarańczowej rewolucji od listopada do grudnia 2004 r. Unia wspierała opozycję i pomagała utworzyć okrągły stół, dzięki któremu powtórzono drugą turę wyborów prezydenckich. W styczniu 2005 r. pozytywnie przyjęto oświadczenie Ukrainy o ubieganie się o członkostwo w UE, jednak nie przyznano jej statusu kraju kandydującego. 21 lutego 2005, zgodnie z postanowieniami jałtańskimi, włączono Ukrainę do Europejskiej Polityki Sąsiedztwa, nadając jej miano priorytetowego partnera.
Po objęciu rządów przez Wiktora Juszczenkę, wyniesionego na fali pomarańczowej rewolucji, w ukraińskim narodzie rozbudziły się nadzieje o członkostwie we Wspólnocie, szczególnie, że Unia przychylnie spoglądała na Kijów. Jednak pod koniec 2005 UE wysyłała sprzeczne komunikaty. W październiku 2005 r. przewodniczący Komisji Europejskiej José Manuel Barroso stwierdził, że przyszłość Ukrainy jest w UE. Jednakże 9 listopada 2005, Komisja Europejska w nowym dokumencie strategicznym zasugerowała, że ówczesny program rozszerzenia (Chorwacja i w przyszłości inne kraje byłej Jugosławii) może blokować możliwość przyszłej akcesji Ukrainy, Armenii, Białorusi, Gruzji i Mołdawii. Komisarz Europejski ds. Rozszerzenia Olli Rehn powiedział, że UE powinna unikać nadmiernej ekspansji, dodając, że program rozszerzenia był już dosyć obszerny.
1 grudnia 2005 na dziewiątym szczycie UE-Ukraina w Kijowie podpisano memorandum dotyczące energetyki. Ustalono w nim strategię integracji ukraińskiego i unijnego rynku energii, formułując „mapę drogową”, obejmującą kwestie bezpieczeństwa nuklearnego, zapewnienia bezpieczeństwa energetycznego, poprawy standardów ekologicznych, integracji rynków i zapewnienie samowystarczalności energetycznej.
We wrześniu 2006 r. osiągnięto porozumienie dotyczące wykorzystania funduszy Europejskiego Banku Inwestycyjnego i Europejskiego Banku Odbudowy i Rozwoju do wspierania ukraińskiej energetyki. Do końca 2006 r. z programu TACIS finansowano także badania nad reformą ukraińskiego systemu przesyłu gazu ziemnego. W międzyczasie, na 10. szczycie Ukraina-UE, który odbył się w październiku 2006 w Helsinkach, przedstawiciele UE zadeklarowali, że Europa jest gotowa do rozpoczęcia procesu negocjacji o utworzeniu strefy wolnego handlu między Ukrainą a UE, a także omówienie nowej umowy między podmiotami. Strony omówiły również porozumienia w sprawie uproszczenia przepisów wizowych, współpracy w sektorze energetycznym oraz wspólną politykę zagraniczną i bezpieczeństwa.
5 marca 2007 rozpoczęto negocjację mające na celu podpisanie nowego układu, który miałby uregulować wzajemne stosunki i pomóc zbliżyć się Ukrainie do UE, z kolei w lutym 2008 rozpoczęto rokowania nt. pogłębionej strefy wolnego handlu Ukraina-UE. Wydarzyło się to po tym, jak prezydent Wiktor Juszczenko podpisał 5 lutego 2008 protokół o przystąpieniu Ukrainy do Światowej Organizacji Handlu (formalnie Ukraina stała się członkiem tej organizacji międzynarodowej 16 maja 2008). W międzyczasie w czerwcu 2007 strony podpisały umowę o liberalizacji reżimu wizowego, jednak Ukraina negatywnie odczuła reperkusje poszerzenia strefy Schengen o kraje Europy Środkowej (grudzień 2007). 9 września 2008 podczas 12. szczytu Ukraina-UE w Paryżu poinformowano o rozpoczęciu negocjacji nad umową stowarzyszeniową, z kolei w październiku 2008 rozpoczęto rozmowy nt. wprowadzenia reżimu bezwizowego.

### Wewnętrzne problemy Ukrainy i wyhamowanie budowy Partnerstwa Wschodniego
Mimo progresu w stosunkach bilateralnych, przeważająca większość krajów członkowskich UE uważała, iż Ukraina nie jest gotowa na wstąpienie do unijnych struktur. Kijów nie spełniał politycznych i gospodarczych kryteriów zawartych w mechanizmie kopenhaskim. W związku z tym Unia Europejska poparła rozwijanie współpracy w ramach Partnerstwa Wschodniego, która była polsko-szwedzką inicjatywą powstałą w maju 2008.
Tymczasem sytuacja wewnętrzna na Ukrainie ulegała pogorszeniu, co nie wpłynęło korzystnie na kontakty Bruksela-Kijów. Początkowo w kwietniu 2008 Ukraina nie została objęta Planem działań na rzecz Członkostwa w Sojuszu (MAP) w co stało się faktem na szczycie NATO w Bukareszcie. Ponadto na szczytach władzy, frakcja prezydenta Juszczenki (Nasza Ukraina-Ludowa Samoobrona; NU-LS) popadła w konflikt z Blokiem Julii Tymoszenko (BJuT). Obie strony „pomarańczowej koalicji” powstałej w tej formie po wyborach parlamentarnych w 2007, zaczęły ubiegać się o względy opozycyjnej Partii Regionów, co doprowadziło w czerwcu 2008 do utracenia koalicyjnej większości w Radzie Najwyższej, a także nieudanej próby odwołania rządu Tymoszenko z 11 lipca 2008 przez Partię Regionów .
Kolejnym negatywnym czynnikiem na ukraińską scenę polityczną miała wojna rosyjsko-gruzińska z sierpnia 2008. Część społeczeństwa i klasy politycznej popierała Rosję, a druga część Gruzję. W tej sytuacji Blok Julii Tymoszenko sprzymierzył się z prorosyjską Partią Regionów oraz Komunistyczną Partią Ukrainy. NU-LS podjęła decyzję o wyjściu z koalicji, a 8 października Juszczenko podjął decyzję o rozwiązaniu parlamentu. Na ratunek koalicji przybył Blok Wołodymira Łytwyna, który został przewodniczącym Rady Najwyższej, zastępując odwołanego Arsenija Jaceniuka (NU-LS). Tymoszenko pozostała premierem i stanęła na czele koalicji BJuT – NU-LS – Blok Łytwyna .
W trakcie rządów „pomarańczowej koalicji” przedmiotem sporów stały się relacje gazowe z Rosją. Gazprom domagał się spłaty długów, rosnących przez panujący kryzys gospodarczy. Wykorzystując ukraiński kryzys polityczny, Moskwa zmusiła Ukrainę do przyjęcia podwyżki cen gazu, która pozwoliłaby na zwiększenie wpływów do rosyjskiego budżetu w realiach światowego kryzysu finansowego. Strony nie doszły do porozumienia, co zakończyło się wojną gazową między Kijowem i Moskwą, czyli całkowitego odcięcia dostaw gazu z rurociągu Gazpromu przechodzącego przez terytorium Ukrainy. Kryzys gazowy został zakończony umową, podpisaną po niemal trzech tygodniach, przez premier Tymoszenko i premiera Władimira Putina .

### Prace nad umową stowarzyszeniową, jej upadek i protesty na Ukrainie
Jeszcze w grudniu 2009, na 13. szczycie UE-Ukraina strony uznały, że większość prac nad umową stowarzyszeniową zostało zakończonych. Barroso wyraził nadzieję, że negocjacje w sprawie stowarzyszenia mogą zostać zakończona do końca 2010. Jednak zmiana kursu ukraińskiej polityki dokonała się po wyborach prezydenckich ze stycznia 2010. Zwyciężył w nich Wiktor Janukowycz stojący na czele Partii Regionów. Wkrótce Rada Najwyższa wyraziła wotum nieufności dla rządu Tymoszenko, a 11 marca 2010 parlament rozwiązał rząd i zatwierdził nowy gabinet premiera Mykoły Azarowa.
Za rządów Janukowicza wszczęto postępowanie karne przeciwko Julii Tymoszenko, związane z zarzutami defraudacji podczas podpisania umowy gazowej z Rosją w styczniu 2009. W sierpniu 2011 została tymczasowo aresztowana. W październiku 2011 roku uznano ją za winną spowodowania strat przedsiębiorstwa Naftohaz Ukrainy i skazano na karę 7 lat pozbawienia wolności. Osadzono ją w kolonii karnej w Charkowie. Postępowania karne wytoczone Julii Tymoszenko i członkom jej rządu stały się przedmiotem zainteresowania Parlamentu Europejskiego, który w swojej rezolucji skrytykował władze ukraińskie i wezwał do zapewnienia niezależności i bezstronności w procesach przed sądami. Sprawa Julii Tymoszenko stała się główną przeszkodą w budowaniu więzi Ukrainy z Unią Europejską.
14. szczyt w Brukseli, który odbył się w listopadzie 2010, ujawnił, iż Bruksela chłodno odbierała starania Ukrainy o podpisanie umowy stowarzyszeniowej z powodu zmiany orientacji ukraińskiej polityki zagranicznej. Jeszcze bardziej napięta atmosfera panowała na 15. szczycie dwustronnym w Kijowie w grudniu 2011, kiedy ogłoszono, że podpisanie umowy stowarzyszeniowej będzie zależeć od stanu demokracji na Ukrainie. Mimo tego w 2012 rozpoczęto negocjacje nad podpisaniem umowy stowarzyszeniowej. Po ponad roku negocjacji gotowy był projekt reformujący ukraińskie prawo. Niezadowolona z negocjacji UE-Ukraina była Rosja, która wycofała się ze współpracy gospodarczej z Ukrainą.
W czerwcu 2012 rozpoczęła się misja wysłanników Parlamentu Europejskiego Pata Coxa i Aleksandra Kwaśniewskiego, która na celu miała uwolnienie Julii Tymoszenko i doprowadzenie do podpisania umowy stowarzyszeniowej przez Ukrainę. 4 października 2013 zwrócili się do ukraińskiego prezydenta z prośbą o ułaskawienie Tymoszenko ze względów humanitarnych. Tymczasem 21 listopada 2013, rząd Ukrainy ogłosił zawieszenie procesu przygotowań do podpisania umowy o stowarzyszeniu i kompleksowej strefie wolnego handlu z Unią Europejską. Po ogłoszeniu tej decyzji na Ukrainie wybuchły prounijne demonstracje zwane Euromajdanem. Do podpisania umowy stowarzyszeniowej miało dojść na szczycie Partnerstwa Wschodniego w Wilnie w dniach 28–29 listopada 2013, jednak Wiktor Janukowycz, w przeciwieństwie do przywódców Gruzji i Mołdawii tego nie uczynił, co spotęgowało antyprezydenckie nastroje w ukraińskim społeczeństwie. Ukraińska milicja wczesnym rankiem 30 listopada 2013 brutalnie rozpędziła demonstrantów zgromadzonych na Placu Niepodległości w Kijowie. Akcję potępiły m.in. Unia Europejska, USA i Polska.

### Początek wojny rosyjsko-ukraińskiej i podpisanie umowy stowarzyszeniowej przez nowe władze
Protesty przeciwko dotychczasowym władzom przerodziły się w rewolucję na Placu Niepodległości. Wydarzenia Euromajdanu doprowadziły w lutym 2014 do odwołania Wiktora Janukowycza. Wiosną 2014 nasiliły się prorosyjskie działania separatystyczne we wschodniej i południowej Ukrainie i w konsekwencji wojna hybrydowa tamże. Nowe władze z premierem Arsenijem Jaceniukiem i wybranym w maju 2014 prezydentem Petro Poroszenko, dążyły do podpisania umowy stowarzyszeniowej z Unią Europejską. 21 marca 2014 w trakcie kryzysu krymskiego, Arsenij Jaceniuk podpisał w Brukseli część polityczną umowy stowarzyszeniowej z Unią Europejską, dotyczącą handlu. Z kolei 27 czerwca 2014 prezydent Poroszenko podpisał drugą część umowy stowarzyszeniowej z Unią Europejską. Podpisy pod umowami złożyli także liderzy dwóch innych państw: premier Gruzji Irakli Garibaszwili i premier Mołdawii Iurie Leancă, z kolei ze strony EU – Herman Van Rompuy, przewodniczący Komisji Europejskiej José Manuel Durão Barroso, a także przywódcy 28 krajów UE.
16 września 2014 Rada Najwyższa zatwierdziła projekt ustawy o ratyfikacji Układu o stowarzyszeniu między Ukrainą a Unią Europejską, która tego samego dnia została podpisana przez prezydenta Petro Poroszenko.
1 stycznia 2016 weszła w życie umowa między Ukrainą a Unią Europejską o pogłębionej i całościowej strefie wolnego handlu (DCFTA), będąca najważniejszą i największą częścią podpisanej w czerwcu 2014 roku umowy stowarzyszeniowej między Ukrainą a UE. Umowa przewiduje nie tylko powołanie strefy wolnego handlu, ale także przyjęcie przez Ukrainę ok. 60 proc. prawa Unii Europejskiej, w tym regulacji w zakresie energii, przepisów technicznych, sanitarnych, fitosanitarnych, celnych i dotyczących ochrony własności intelektualnej. Ma ponadto zapewnić przepływ kapitału oraz stworzyć równe warunki konkurencji. Jednocześnie, tego samego dnia decyzją prezydenta Władimira Putina przestała obowiązywać umowa o wolnym handlu między Rosją a Ukrainą.

### Kandydatura do Unii Europejskiej

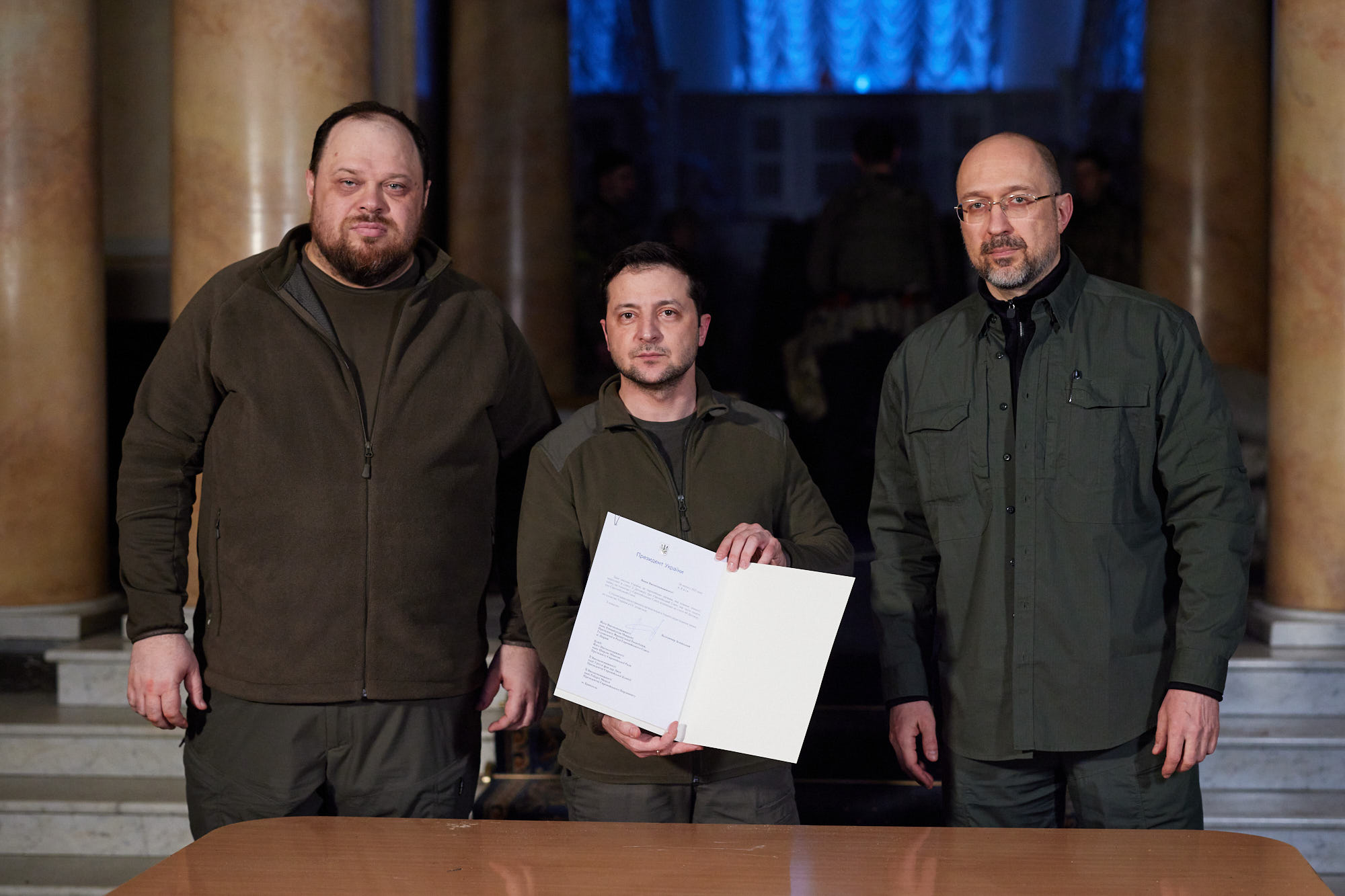
Podpisanie wniosku o akcesję do UE, 28 lutego 2022 r.

Po rozpoczęciu rosyjskiej inwazji, na Ukrainie poparcie dla przystąpienia do UE wzrosło do rekordowego poziomu 91%.
28 lutego 2022 r. Ukraina oficjalnie złożyła list z wnioskiem o członkostwo. W związku z trwającym kryzysem prezydent Wołodymyr Zełenski wystąpił o natychmiastowe przyjęcie do Unii Europejskiej w specjalnej procedurze. Osiem państw UE podpisało list popierający przyspieszony proces akcesyjny Ukrainy. 1 marca węgierski minister spraw zagranicznych Péter Szijjártó oświadczył, że jego kraj również poprze przyspieszony proces.
1 marca 2022 r. Parlament Europejski, po debacie, w której Prezydent Ukrainy wystąpił i spotkał się z aplauzem, zarekomendował uczynienie Ukrainy oficjalnym „kandydatem” do członkostwa w UE. Parlament Europejski zagłosował za zwiększeniem członkostwa Ukrainy 637 za, 13 przeciw, 26 wstrzymało się.
7 marca 2022 r. UE zapowiedziała, że formalnie oceni wniosek Ukrainy. 8 kwietnia 2022 r. w Kijowie przebywała przewodnicząca Komisji Europejskiej Ursula von der Leyen i szef unijnej dyplomacji Josep Borrell. Von der Leyen wręczyła prezydentowi Zełenskiemu kwestionariusz członkostwa. Borrell zapowiedział, że delegacja UE na Ukrainę pod przewodnictwem Mattiego Maasikasa powróci do Kijowa po jego ewakuacji po wybuchu wojny. 18 kwietnia Ukraina wypełniła ankietę. 24 maja 2022 r. Rada Unii Europejskiej przyjęła rozporządzenie umożliwiające czasową liberalizację handlu z Ukrainą, zniesienie wszystkich ceł z tytułu IV umowy stowarzyszeniowej, cła antydumpingowe oraz egzekwowanie wspólnych zasad importowych. 17 czerwca 2022 r. Komisja Europejska oficjalnie ogłosiła swoje zalecenie przyznania Ukrainie statusu kandydata do UE. 14 grudnia 2023 r. ogłoszono, że Rada Europejska rozpoczyna negocjacje akcesyjne z Ukrainą (oraz z Mołdawią).